# Pikku-Suolajärvi
Pikku-Suolajärvi är en sjö i Gällivare kommun i Lappland och ingår i Kalixälvens huvudavrinningsområde.